# La casa del terrore (film 1928)
La casa del terrore (Something Always Happens) è un film muto del 1928 diretto da Frank Tuttle.

## Produzione
Il film fu prodotto dalla Paramount Famous Lasky Corporation.

## Distribuzione
Distribuito dalla Paramount Pictures, il film - presentato da Jesse L. Lasky e da Adolph Zukor - uscì nelle sale cinematografiche statunitensi il 24 marzo 1928 con il titolo originale Something Always Happens. In Portogallo, uscì il 30 dicembre 1929 con il titolo Sombras Misteriosas .